# Xoque Carbajal
Xoque Carbajal (La Estrada, Pontevedra; 1964) es un actor y fotógrafo español, dos veces nominado a los premios Goya de fotografía publicitaria. En 2005 crea la compañía de teatro "Malasombra" en la que hace diversos montajes como "Non é tan fácil", "O día do pai", "GO ON!" o "Smoke city". Su actividad teatral la combina con trabajos de TV y cine como "Poland night" de Martin Gouvreau, "Frio" de Román Gutiérrez o "Todo es silencio" de José Luis Cuerda.

## Fotógrafo
Xoque Carbajal comienza su actividad profesional como fotógrafo en 1989, en el campo de la prensa y del retrato. En 1993 se encarga de la Campaña Nacional contra la Drogodependencia, trabajo que le vale su primera nominación a los Premios Goya de Fotografía publicitaria, celebrados en Zaragoza. Dicha nominación se vuelve a repetir en 1995 por otro trabajo publicitario. Desde 2005 imparte cursos de fotografía para distintas entidades.

## Actor

### Experiencia

#### Audiovisual
Extraído de su página web:
- Actor secundario del largometraje “todo es silencio” de José Luis Cuerda para Tornasol Films, Milou Films y Castafiore films (2012)
- Actor protagonista del videoclip “Between the Bars” de Enma Vilanova (2011)
- Actor secundario de “Kune” de Carlos Seijo para Pixel films (2011)
- Actor protagonista en el largometraje “ la playa ” (título provisional) de Román Gutiérrez para A Productora Morta (Rodaje en noviembre de 2010)
- Actor protagonista de “empatía” de Carlos Seijo para Mr Misto Films (Galicia 2009)
- Actor protagonista de “largo lamento” de Javier Urdesco (Navarra 2009)
- Actor protagonista en el largometraje “Frío” de Román Gutiérrez para “A productora morta” 2008.
- Actor secundario en el largometraje “Poland nights” de Martín Gauvreau para “Levelgate pictures” (2006) Sección oficial del ÉCU (The european independet film festival, París 2007)
- Actor de reparto en la serie de TV Pepe o inglés Zopilote y CTV para TVG (“Marcos” capitular 2005).
- Actor de reparto en la serie de TV Rías Baixas Cenit TV para TVG (“Vilariño” capitulares 2004).
- Actor de reparto en la TV MOVIE Diario de un skin, Filmanova (2004).
- Actor protagonista en el cortometraje Tres millones, de Raquel García. Compostela (2004).
- Actor protagonista en el videoclip promocional de la banda madrileña Avant Gard (Getting cold). Dirigido por Margherita Morello. Primer premio "Non te curtes" en el Festival Curtocircuito. Compostela (2004).
- Actor protagonista en el cortometraje 2 minutos 27 segundos, de Raquel García. Vigo (2004).
- Actor secundario en el cortometraje Curling, de Andrés Rosende. La Coruña (2003).

#### Teatral
Extraído de su página web:
- 2012 Actor protagonista en el espectáculo Smoke City de la compañía Malasombra
- 2010. Actor protagonista en el espectáculo GO ON!! de la compañía Malasombra
- 2009. Actor principal en el espectáculo A outra realidade de la compañía Ilusións Máxicas (Martín Camiña)
- 2009. Actor principal en el espectáculo O día do pai de la compañía malasombra
- 2006 -08: Actor protagonista en el espectáculo Non é tan fácil de Cía. Malasombra.
- 2003-06. Actor protagonista de Teatro clandestino (Compañía dedicada a la creación de acciones teatrales de calle).
- 2006. Actor en el espectáculo de cabaret Feeverisimo dirigido por Ángel Burgos
- 2004-06. Participante en distintas ediciones del espectáculo de teatro-de cabaret Ultranoite, en la "Sala NASA" (Compostela).
- 2005. Malasombra & Cia. Performance "Tortura" (Amnistía Internacional).
- 2004-05. Actor protagonista de la compañía Teatro baratto en el espectáculo Cineclú.
- 2004. Actor protagonista de la compañía Malasombra en el espectáculo La llamada de Lauren.
- 2003. Actor protagonista de la compañía Teatro Si en el espectáculo: Morir (Sergi Belbel)